# 埃洛里 (南卡罗来纳州)
埃洛里（英文：Elloree），是美国南卡罗来纳州下属的一座城市。城市类型是“Town”。其面积大约为0.96平方英里（2.47平方公里）。根据2010年美国人口普查，该市有人口692人，人口密度约为每平方 英里724.61人（约合每平方公里279.78人）。